# Тринадцята поправка до Конституції США

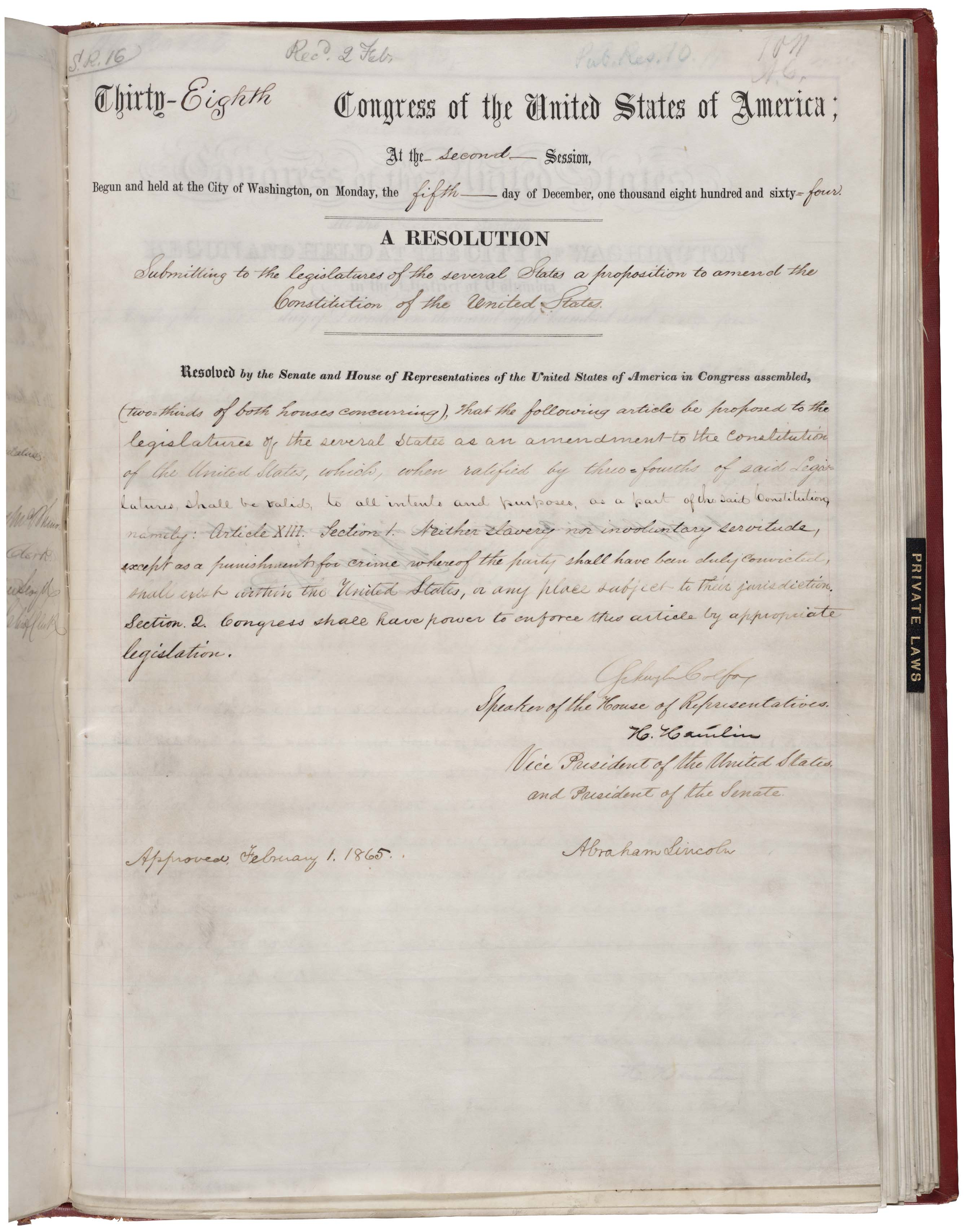
Тринадцята поправка

Тринадцята поправка до Конституції США (англ. Thirteenth Amendment to the United States Constitution) була прийнята Конгресом 31 січня 1865 року і ратифікована 18 грудня того ж року. Вона була прямим наслідком Громадянської війни. Тринадцята поправка забороняє рабство і будь-яку примусову працю, крім тих випадків, коли така праця є покаранням за злочин.
Президент Лінкольн та його соратники хвилювалися про те, що видана 1863 року Прокламація про звільнення рабів буде розглядатися лише як тимчасовий воєнний засіб, тому було вирішено прийняти поправку до Конституції.

## Текст поправки
| 1. Ні в Сполучених Штатах, ні в жодному іншому місці, що належить до їхньої юрисдикції, не повинні існувати ні рабство, ні примусова праця. Остання припускається лише як покарання за злочин, і в такому випадку винуватець має бути законно засуджений. 2. Конгрес має право забезпечити виконання цієї статті відповідним законодавством. Оригінальний текст (англ.) 1. Neither slavery nor involuntary servitude, except as a punishment for crime whereof the party shall have been duly convicted, shall exist within the United States, or any place subject to their jurisdiction. 2. Congress shall have power to enforce this article by appropriate legislation.[1] |

## Історія
Тринадцята поправка була прийнята через 61 рік після прийняття попередньої, дванадцятої. Вона була покликана закріпити конституційно скасування рабства чорношкірих у південних штатах США, яке було затверджено президентською Прокламацією про звільнення рабів. Поправку ратифікувало 27 штатів впродовж 1865 року. До речі, деякі штати ратифікували її більше, ніж через 100 років після прийняття. Зокрема, Кентуккі у 1976 році, а Міссісіпі — у 1995.
Втім, після прийняття поправки права чорношкірого населення США були сильно обмежені. Їм заборонялося законами деяких штатів:
- брати участь у виборах
- вибирати роботодавця (це призвело до того, що де-не-де вчорашні раби працювали у колишніх власників за мізерну плату)
- мати у власності земельні ділянки
- вільно пересуватися країною
- мати особисту зброю
- свідчити проти білошкірих у суді
- вступати у шлюби з білими
- проводити мітинги і збори
- служити в поліції і в суді

Це стало причиною прийняття чотирнадцятої (вводила рівні громадянські права у США) і п'ятнадцятої (забороняла обмеження активного виборчого права за ознакою раси, кольору шкіри або у зв'язку з колишнім положенням раба) поправок.